# 102 Miriam
102 Miriam è un piccolo e scuro asteroide della Fascia principale.
Miriam fu scoperto il 22 agosto 1868 da Christian Heinrich Friedrich Peters dall'osservatorio dell'Hamilton College di Clinton (New York, USA). Fu battezzato così in onore di Miriam, profetessa dell'Antico Testamento e sorella di Mosè. La scelta di un insolito nome biblico che esulava dalla consuetudine dell'epoca di rifarsi alla mitologia classica non aveva apparentemente nessun altro motivo che il piacere che Peters era solito provare nell'irritare e ridicolizzare ogni collega pretenzioso. La denominazione inconsueta gli permise di poter dire a un professore di teologia suo collega ed estremamente religioso che anche Miriam era un personaggio mitologico.